# Ripidius longicollis
Ripidius longicollis is een keversoort uit de familie waaierkevers (Rhipiphoridae). De wetenschappelijke naam van de soort is voor het eerst geldig gepubliceerd in 1923 door Schilder.